# János Simon
Dans le nom hongrois Simon János, le nom de famille précède le prénom, mais cet article utilise l’ordre habituel en français János Simon, où le prénom précède le nom.
János Simon, né le 1er mars 1929, à Budapest, en Hongrie et décédé le 31 octobre 2010, est un ancien joueur hongrois de basket-ball.

## Palmarès
- Finaliste du championnat d'Europe 1953
- Champion d'Europe 1955